# 가브리에우 제주스
가브리에우 페르난두 지 제주스(포르투갈어: Gabriel Fernando de Jesus, 1997년 4월 3일 ~ )는 브라질의 축구 선수로, 포지션은 스트라이커, 윙어이다. 현재 잉글랜드 프리미어리그의 아스날 소속이다.

## 구단 경력

### SE 파우메이라스
2013년 7월 1일, 제주스는 브라질 SE 파우메이라스와의 유소년 계약을 체결했다. 제주스는 파우메이라스 유소년팀에서 주전으로 활약하며 엄청난 득점력을 과시했다. 2015년 3월 7일 열린 CA 브라강치누와의 캄페오나투 파울리스타 경기에서 프로 데뷔전을 치렀다. 2015년 5월 9일에 열린 아틀레치쿠 미네이루와의 경기에서 브라질 1부리그 데뷔전을 치렀다. 제주스는 2015년 7월 15일 열린 아그레미아상 스포르치바 아라피라켄시와의 코파 두 브라지우 경기에서 프로 데뷔골을 터뜨렸다. 제주스의 골로 팀은 1,2차전 합계 1-0의 스코어로 16강 진출을 해냈다. 8월 30일에 열린 조인빌리 EC와의 경기에서 리그 첫 골을 넣었다. 2015시즌 제주스는 리그에서 20경기에 나서 4골을 넣은 것을 포함해 총 37경기 7골을 기록했다. 또한 팀이 코파 두 브라지우에서 우승함에 따라 커리어 첫 우승도 경험했다.
2016년 2월 16일에 열린 리버 플레이트 몬테비데오와의 코파 리베르타도레스 조별리그 경기에서 대륙 대회 첫 경기를 치렀으며 이 경기에서 코파 리베르타도레스 첫 골을 넣었다. 2016년 4월 6일 열린 로사리오 센트랄과의 경기에서는 멀티골을 넣으며 팀의 3-3 무승부를 이끌었다. 2016년 5월 14일에 열린 아틀레치쿠 파라나엔시와의 전국리그 개막전에서 멀티골을 기록하며 팀의 4-0 승리를 이끌었다. 제주스는 리그에서 27경기에서 12골을 넣으며 팀 내 최다득점자에 이름을 올렸으며 1994년 이후 22년만에 팀을 리그 정상으로 이끌었다.

### 맨체스터 시티
2017년 1월, 제주스는 파우메이라스를 떠나 잉글랜드 프리미어리그의 맨체스터 시티 FC로 이적했다. 2017년 1월 21일 열린 토트넘 홋스퍼 FC와의 리그 경기에서 맨시티 이적 이후 첫 경기를 치렀다. 2017년 2월 1일 열린 리그경기에서 전반 17분 케빈 더 브라위너의 골을 어시스트했으며 전반 39분, 맨시티 이적 후 첫 골을 기록했다. 하지만 다음 경기에서 제주스는 오른 발 뼈 골절을 당했으며 이에 시즌 아웃이 예상이 되었다. 하지만 제주스는 2017년 4월에 열린 맨체스터 유나이티드와의 경기에서 복귀를 했다. 2016-17시즌 제주스는 11경기에서 7골 4도움을 올리는 활약을 했다.
2017년 8월 26일 열린 AFC 본머스와의 경기에서 2017-18시즌 마수걸이 골을 터뜨렸다. 2017년 9월 8일 열린 리버풀 FC와의 경기에서는 멀티골을 터뜨리며 팀의 5-0 대승을 이끌었다. 2017년 9월 13일에 열린 페예노르트와의 UEFA 챔피언스리그 조별리그 1차전 경기에서 유럽 챔피언스리그 데뷔전을 치렀다. 제주스는 이 경기에서 1골을 넣으며 팀의 4-0 대승에 기여했다. 2018년 4월 10일에 열린 리버풀 FC와의 챔피언스리그 8강 2차전에서 전반 2분에 득점을 기록했다. 하지만 팀은 3-1로 패배하며 4강 진출에 실패했다. 2017-18시즌 제주스는 모든 대회에서 42경기 17골을 넣었다. 2017-18시즌 종료 후 맨체스터 시티와 재계약을 체결했다.
2019년 1월 9일 제주스는 버턴 앨비언 FC와의 경기에 나와 4골을 넣는 활약을 펼쳤다. 그의 활약으로 팀은 9-0 대승을 거두었다. 2018-19시즌 제주스는 도합 46경기에 나서 21골을 기록했다. 하지만 2018-19시즌 제주스는 시즌 중 장기간 무득점행진을 하는 등 골결정력의 문제점을 보여주었다.
2019년 8월 10일 열린 웨스트햄 유나이티드와의 리그 개막전에 출전했다. 제주스는 전반 25분 골을 넣으며 시즌 마수걸이골을 기록했다. 2019년 12월 11일에 열린 디나모 자그레브와의 챔피언스리그 경기에서 해트트릭을 기록하며 팀의 4-1 승리를 이끌었다. 2020년 2월 26일 열린 챔피언스리그 16강 1차전 레알 마드리드와의 경기에 출전해 후반 33분 동점골을 넣으며 팀의 2-1 역전승에 기여했다.

### 아스널 FC
제주스는 맨체스터 시티와 계약기간이 1년 남았지만, 최근 맨시티가 엘링 홀란을 영입함에 따라 아스널로 4500만 파운드(약 707억)에 이적하였다. 그리고, 제주스는 아스널 이적을 통해 당시 맨시티 수석코치로 인연을 맺었던 미켈 아르테타 감독과 재회하였다.

## 국가대표팀 경력
2015년 FIFA U-20 월드컵에 나서는 브라질 U-20 대표팀에 차출되었다. 제주스는 나이지리아와의 조별리그 1차전 경기에 출전했으며 이 경기에서 득점을 기록했다.
2016년 코파 아메리카 센테나리오에 참여하는 브라질 국가대표팀 예비명단에 포함되었고 더글라스 코스타의 부상으로 인해 대회에 차출되는 것이 고려되기도 했지만 미국 비자 문제로 불발되었다.
하지만 2016년 올림픽에 참여하는 브라질 U-23 대표팀에 차출되었다. 제주스는 대회 조별리그 3차전 덴마크와의 경기에서 득점을 기록하면서 팀의 4-0 승리를 이끌었다. 또한 4강전인 온두라스와의 경기에서는 멀티골을 기록하면서 팀을 결승행에 일조했다. 브라질 팀이 올림픽 결승전에서 승부차기 끝에 승리함에 따라 제주스는 올림픽 금메달을 목에 걸게 되었다.
2016년 9월 1일 열린 에콰도르 축구 국가대표팀과의 2018년 FIFA 월드컵 예선전 경기에서 브라질 국가대표팀 데뷔전을 치렀다. 이 경기에서 제주스는 멀티골을 기록하며 팀의 3-0 승리를 이끌었다. 예선 동안 제주스는 10경기에 나서 7골을 넣는 폭발적인 득점력을 보여주었다.
제주스는 2018년 FIFA 월드컵에 참여하는 브라질 대표팀에 차출되었다. 제주스는 대회에서 5경기에 출전했다.
2019년 코파 아메리카에 참여하는 브라질 대표팀에 차출되었다. 제주스는 4강전 아르헨티나와의 경기에서 전반 19분 득점하며 팀의 2-0승리를 이끌었다. 이후 열린 결승전에서 제주스는 전반 추가시간 2-1로 다시 앞서나가는 득점을 기록했으며 팀은 3-1로 승리하며 코파 아메리카 우승을 차지했다.
2024년 코파 아메리카 명단에서 제외되었다.

## 출전 통계
match played 12 January 2025  기준
| Club            | Season       | League         | League | League | State league | State league | National cup | National cup | League cup | League cup | Continental | Continental | Other | Other | Total | Total |
| Club            | Season       | Division       | Apps   | Goals  | Apps         | Goals        | Apps         | Goals        | Apps       | Goals      | Apps        | Goals       | Apps  | Goals | Apps  | Goals |
| --------------- | ------------ | -------------- | ------ | ------ | ------------ | ------------ | ------------ | ------------ | ---------- | ---------- | ----------- | ----------- | ----- | ----- | ----- | ----- |
| Palmeiras       | 2015         | Série A        | 20     | 4      | 8            | 0            | 9            | 3            | —          | —          | —           | —           | —     | —     | 37    | 7     |
| Palmeiras       | 2016         | Série A        | 27     | 12     | 12           | 5            | 2            | 0            | —          | —          | 5           | 4           | —     | —     | 46    | 21    |
| Palmeiras       | Total        | Total          | 47     | 16     | 20           | 5            | 11           | 3            | —          | —          | 5           | 4           | —     | —     | 83    | 28    |
| Manchester City | 2016–17      | Premier League | 10     | 7      | —            | —            | 1            | 0            | —          | —          | —           | —           | —     | —     | 11    | 7     |
| Manchester City | 2017–18      | Premier League | 29     | 13     | —            | —            | —            | —            | 4          | 0          | 9           | 4           | —     | —     | 42    | 17    |
| Manchester City | 2018–19      | Premier League | 29     | 7      | —            | —            | 6            | 5            | 5          | 5          | 6           | 4           | 1     | 0     | 47    | 21    |
| Manchester City | 2019–20      | Premier League | 34     | 14     | —            | —            | 4            | 2            | 6          | 1          | 8           | 6           | 1     | 0     | 53    | 23    |
| Manchester City | 2020–21      | Premier League | 29     | 9      | —            | —            | 5            | 2            | 1          | 1          | 7           | 2           | —     | —     | 42    | 14    |
| Manchester City | 2021–22      | Premier League | 28     | 8      | —            | —            | 4            | 1            | 1          | 0          | 8           | 4           | —     | —     | 41    | 13    |
| Manchester City | Total        | Total          | 159    | 58     | —            | —            | 20           | 10           | 17         | 7          | 38          | 20          | 2     | 0     | 236   | 95    |
| Arsenal         | 2022–23      | Premier League | 26     | 11     | —            | —            | —            | —            | 1          | 0          | 6           | 0           | —     | —     | 33    | 11    |
| Arsenal         | 2023–24      | Premier League | 27     | 4      | —            | —            | —            | —            | 1          | 0          | 8           | 4           | —     | —     | 36    | 8     |
| Arsenal         | 2024–25      | Premier League | 17     | 3      | —            | —            | 1            | 0            | 4          | 4          | 5           | 0           | —     | —     | 27    | 7     |
| Arsenal         | Total        | Total          | 70     | 18     | —            | —            | 1            | 0            | 6          | 4          | 19          | 4           | 0     | 0     | 96    | 26    |
| Career total    | Career total | Career total   | 276    | 92     | 20           | 5            | 32           | 15           | 23         | 11         | 62          | 28          | 2     | 0     | 415   | 149   |

## 수상

#### SE 파우메이라스
- 코파 두 브라지우 : 2015
- 캄페오나투 브라질레이루 세리이 A: 2016

#### 맨체스터 시티
- 프리미어리그 : 2017-18, 2018-19, 2020-21, 2021-22
- FA컵 : 2018-19
- EFL컵 : 2017-18, 2018-19, 2019-20, 2020-21
- FA 커뮤니티 쉴드 : 2018, 2019

#### 브라질
- 올림픽 축구 : 금메달 (2016)
- 코파 아메리카 : 우승 (2019)

### 개인
- 캄페오나투 브라질레이루 세리이 A 신인왕 : 2015
- 캄페오나투 브라질레이루 세리이 A 최우수 선수 : 2016
- 캄페오나투 브라질레이루 세리이 A 올해의 팀 : 2016
- 볼라 지 오우루 : 2016
- 볼라 지 프라타 : 2016
- 남아메리카 올해의 팀 : 2016
- 남아메리카 올해의 선수 2위 : 2016